# Ernst Casimir (Nassau-Weilburg)
Ernst Casimir von Nassau-Weilburg (* 15. November 1607 in Saarbrücken; † 16. Apriljul. / 26. April 1655greg. in Weilburg) war der Begründer der Jüngeren Linie Nassau-Weilburg.

## Leben
Er war der zweitjüngste Sohn von Graf Ludwig II. von Nassau-Weilburg-Saarbrücken und dessen Frau Anna Maria von Hessen-Kassel (1567–1626). Ludwig II. hatte alle nassau-walramischen Grafschaften vereinigen können. Nach seinem Tod 1627 kam es 1629 zur Erbteilung unter den vier noch lebenden Brüdern: Der älteste Wilhelm Ludwig (1590–1640) bekam Nassau-Saarbrücken, Johann Nassau-Idstein, Ernst Casimir Nassau-Weilburg und Otto die Herrschaft Kirchheim. Da die letzten beiden noch zu jung waren, wurden die Ländereien vorerst von Wilhelm Ludwig verwaltet.

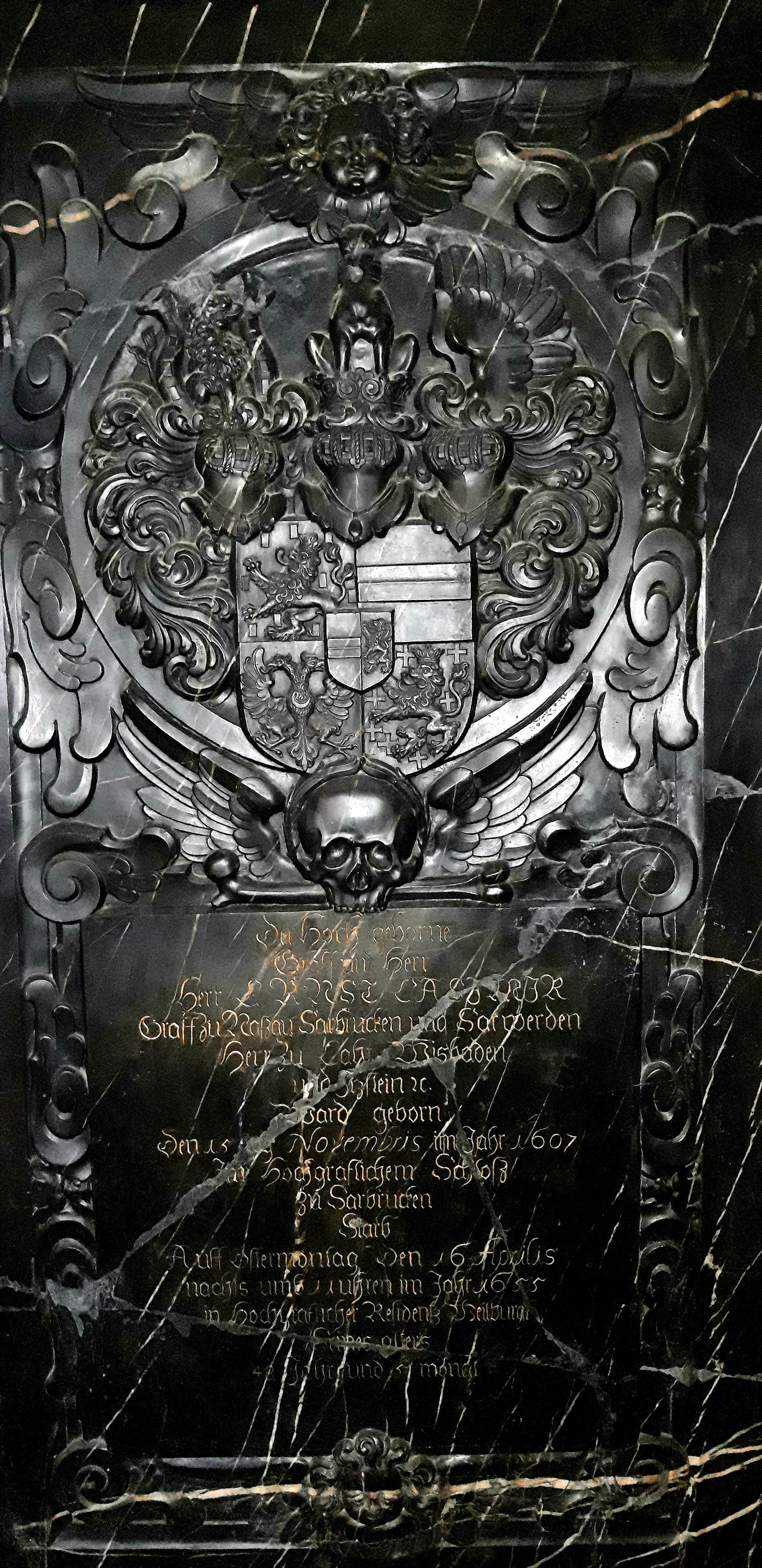
Epitaph für Ernst Casimir zu Nassau-Saarbrücken-Weilburg, Schlosskirche Weilburg

Der Anteil von Ernst Casimir war Weilburg, Merenberg, Gleiberg, Hüttenberg, Reichelsheim (Wetterau), nach dem Tod seines Bruders Otto, 1632 kamen noch Kirchheim, Stauf, Bolanden und Teile von Homburg dazu.
Auch später war Ernst Casimir nicht oft in seinen Landen. 1634 flüchtete er vor dem Dreißigjährigen Krieg nach Metz und kehrte erst nach dem Westfälischen Frieden zurück. Doch es dauerte noch einige Zeit, bis alle Ansprüche durchgesetzt waren.
In die Zeit fällt auch der Gothaer Vertrag vom 6. März 1651 in dem die Erbteilung von 1629 nochmal bestätigt und angepasst wurde.

## Familie

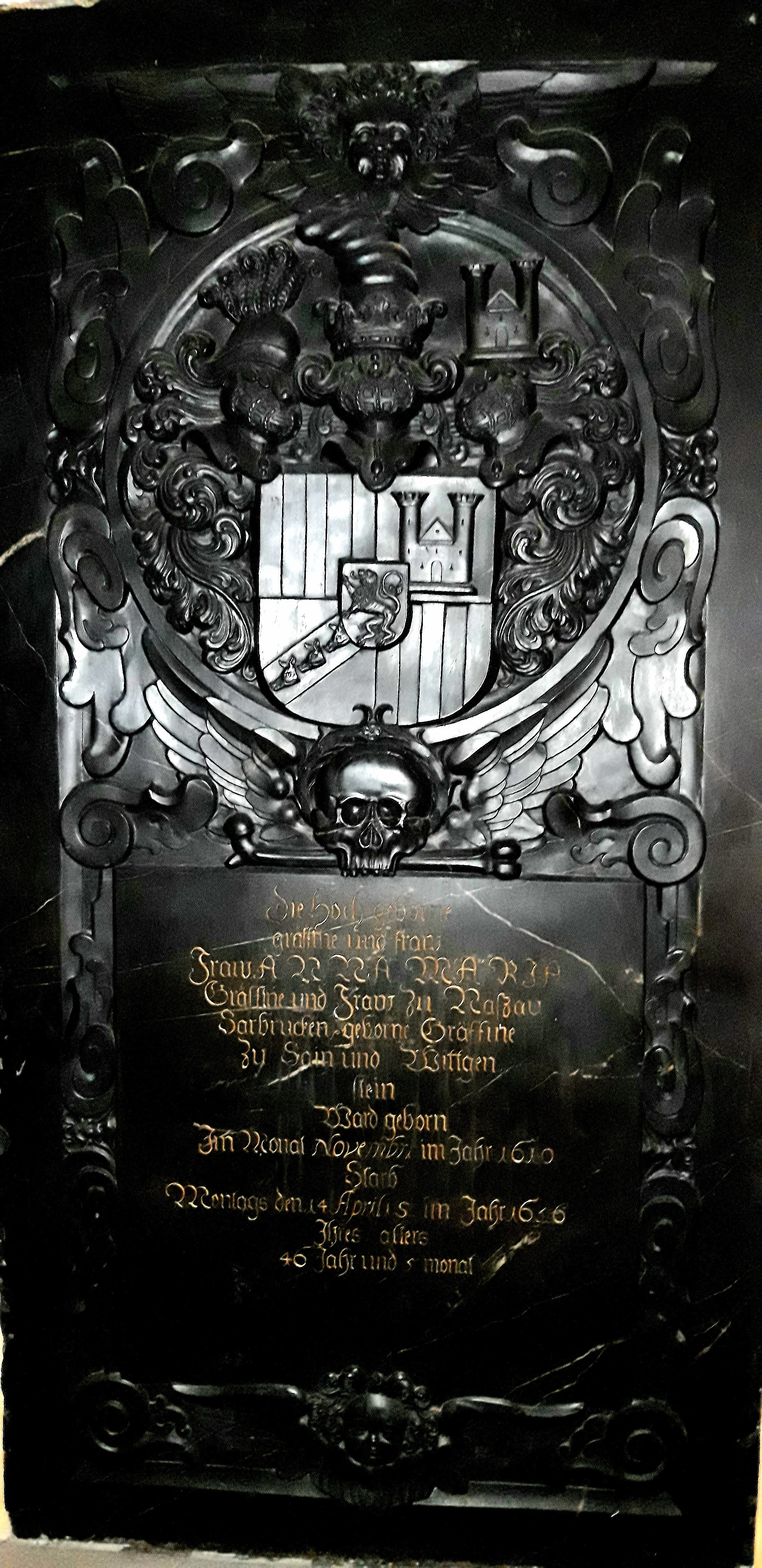
Epitaph für Ehefrau Anna Maria zu Nassau-Saarbrücken Weilburg, geb. zu Sayn-Wittgenstein, Schlosskirche Weilburg

Ernst Kasimir heiratete 1634 Anna Maria von Sayn-Wittgenstein-Hachenburg (* 1610; † 1656). Sie war die Tochter von Graf Wilhelm II. von Sayn-Wittgenstein-Hachenburg (1569–1623). Das Paar hatte folgende Kinder:
- Wilhelm Ludwig (* 25. Dezember 1634, † 23. Juli 1636)
- Marie Eleonore (* 12. August 1636; † 16. Dezember 1678), ⚭ 5. Mai 1660 Graf Kasimir von Eberstein (* 1639; † 1660), letzter Graf von Eberstein
- ein Sohn, tot geboren (22. April 1637)
- Kasimir (* 21. August 1638, † 20. April 1639)
- Friedrich (* 26. April 1640, † 19. September 1675), ⚭ Christiane Elisabeth von Sayn-Wittgenstein-Homburg (* 1646; † 1678), Tochter von Graf Ernst von Sayn-Wittgenstein-Homburg (* 1599; † 1649)
- Anna (* 5. Oktober 1641, † ?) starb früh

Der seit dem Jahr 2000 als Großherzog von Luxemburg amtierende Henri von Nassau ist der neunfache Urenkel von Ernst Casimir.